# (16194) Roderick
(16194) Roderick (2000 AJ231) – planetoida z pasa głównego asteroid okrążająca Słońce w ciągu 5,63 lat w średniej odległości 3,16 j.a. Odkryta 4 stycznia 2000 roku.